# Racconti di giovani amori
Racconti di giovani amori è un film per la televisione del 1967 diretto da Ermanno Olmi.
Il film è diviso in 3 episodi, La cotta, Piccoli discorsi e Il ragazzo di Gigliola.

## Trama
1: La cotta
Il sedicenne Andrea e la coetanea Jeannine iniziano un adolescenziale rapporto amoroso. Dopo che lei si è dimostrata incostante, Andrea incontra una conoscente di Jeannine, di dieci anni maggiore. e, - nel tentativo di dare un senso alla propria ancora incerta vita sentimentale – si immagina di esserne innamorato, solo per sentirsi dire da lei che è ancora troppo piccolo per capire appieno come – a giudizio di lei – funzionino le cose in quel campo.
2: Piccoli discorsi
Nino il fioraio dalla sua bicicletta getta fiori alle maturande, senza fermarsi, convinto di non essere alla loro altezza.
Bomba vale a dire, ballata poetica sulla catastrofe nucleare.
Franco e Antonio gli scienziati non hanno abbastanza mezzi per relizzare il proprio laboratorio privato, ma riflettono – all'interno dei loro limiti - su scienza e religione.
Qualcosa: un ragazzo riflette sul suo primo rapporto amoroso.
3: Il ragazzo di Gigliola
Gigliola è una giovane pacata e un poco naïf, mentre il suo nuovo ragazzo Andrea appare incostante e volubile, mai però tanto fanfarone come l'amico di lui, Michele, che a volte Andrea invitava ad uscire con loro – con evidente per quanto sottaciuto disappunto della ragazza - : apparenze confermate, ed aggravate, dalla condanna – del tutto inaspettata da Gigliola - dei due giovani uomini per furto aggravato. Nonostante le accorate (e un poco didascaliche) parole di entrambi gli avvocati - il pubblico ministero ed il difensore - al processo, l'attitudine infingarda e manipolativa di Andrea pare non mutare durante la detenzione. L'ingenua Gigliola potrebbe abboccare, o anche no.